# رودريغو باتشيكو (لاعب كرة الريشة)
رودريغو باتشيكو (بالإسبانية: Rodrigo Pacheco)‏ هو لاعب كرة الريشة بيروفي، ولد في 14 يناير 1983 في ليما في بيرو.

## وصلات خارجية
- رودريغو باتشيكو على موقع BWF.tournamentsoftware.com (الإنجليزية)
- رودريغو باتشيكو على موقع BWFbadminton.com (الإنجليزية)
- رودريغو باتشيكو على موقع اللجنة الأولمبية الدولية (الإنجليزية)
- رودريغو باتشيكو على موقع أوليمبيديا (الإنجليزية)